# Естебан Камбијасо
Естебан Матијас Камбијасо Дело (шп. Esteban Matías Cambiasso Deleau; Буенос Ајрес, 18. август 1980) је бивши аргентински фудбалер, који је током своје богате играчке каријере наступао за аргентинске клубове Индепендијенте и Ривер Плејт, шпански Реал Мадрид, италијански Интер (где је оставио највећи траг освојивши велики број трофеја), енглески Лестер сити и грчки Олимпијакос.

## Каријера
Камбијасо је почео да игра фудбал у Аргентинос јуниорсу, из којег је 1996. прешао у Реал Мадрид Б. У Аргентину се вратио 1998. године, где је прво три сезоне наступао за Индепендијенте, а затим и једну сезону у Ривер Плејту где је и освојио титулу првака Аргентине.
У Реал Мадрид је отишао 2002. године. Са Реалом је освојио једну титулу првака Шпаније те по један трофеј у суперкупу Шпаније, интерконтиненталном купу и УЕФА суперкупу.
Након што му је истекао уговор са Реалом јуна 2004. одлази у Интер. Уговор са Интером је 23. марта 2009. продужио до 2014. године па је на тај начин остао веран клубу пуних десет година. Са Интером је освојио пет титула првака Италије, четири национална купа, четири италијанска суперкупа, лигу шампиона и светско клупско првенство.
У лето 2014. напустио је Интер и прешао у редове енглеског премијерлигаша Лестер Ситија где се задржао само годину дана да би у лето 2015. постао члан грчког великана Олимпијакоса у којем је одиграо последње две сезоне у својој изузетно богатој и трофејној каријери. Са клубом из Пиреја освојио је две титуле првака Грчке.
Фудбалу је званично рекао збогом 8. септембра 2017. године два месеца након што му је истекао двогодишњи уговор са Олимпијакосом.

## Репрезентација
За репрезентацију Аргентине је дебитовао 20. децембра 2000. на пријатељској утакмици против Мексика, коју је Аргентина добила са 2-0. Учествовао је на Светском првенству 2006. У такмичењу по групама, у утакмици против Србије и Црна Горе, уписао се у стрелце. У утакмици четвртине финала, у којем је Аргентина поражена од Немачке након извођења једанаестераца, Камбијасов пенал је зауставио Јенс Леман. Укупно је за сениорску репрезентацију Аргентине у периоду (2000-2011) одиграо 52 утакмице и постигао 5 голова.

### Голови за репрезентацију
| #  | Датум               | Место                 | Противник          | Гол | Резултат | Такмичење                                |
| -- | ------------------- | --------------------- | ------------------ | --- | -------- | ---------------------------------------- |
| 1. | 21. јун 2005.       | Нирнберг, Немачка     | Немачка            | 2-2 | 2-2      | Куп конфедерација 2005.                  |
| 2. | 16. јун 2006.       | Гелзенкирхен, Немачка | Србија и Црна Гора | 2-0 | 6-0      | Светско првенство 2006.                  |
| 3. | 5. јун 2007.        | Барселона, Шпанија    | Алжир              | 3-2 | 4-3      | пријатељска                              |
| 4. | 18. септембар 2008. | Лима, Перу            | Перу               | 1-0 | 1-1      | Квалификације за Светско првенство 2010. |
| 5. | 26. март 2011.      | Ист Радерфорд, САД    | Сједињене Државе   | 1-0 | 1-1      | пријатељска                              |

## Трофеји

### Ривер Плејт
- Првенство Аргентине (1) : 2002. (Клаусура)

### Реал Мадрид
- Првенство Шпаније (1) : 2002/03.
- Суперкуп Шпаније (1) : 2003.
- УЕФА суперкуп (1) : 2002.
- Интерконтинентални куп (1) : 2002.

### Интер
- Првенство Италије (5) : 2005/06 (за "зеленим столом"), 2006/07, 2007/08, 2008/09, 2009/10.
- Куп Италије (4) : 2004/05, 2005/06, 2009/10, 2010/11.
- Суперкуп Италије (4) : 2005, 2006, 2008, 2010.
- Лига шампиона (1) : 2009/10.
- Светско првенство за клубове (1) : 2010.
- УЕФА суперкуп : финале 2010.

### Олимпијакос
- Првенство Грчке (2) : 2015/16, 2016/17.